# Lilla Psalmisten
Lilla Psalmisten. Sånger för söndagsskolan och hemmet, är en svensk psalmbok som gavs ut 1910.

## Psalmer (påbörjad lista)

### I. Inledningssånger
- 2. Här med fröjd ännu en gång
- 4. Börja allt med Herren Gud
- 5. Herre, se din unga skara
- 6. Herre, samla oss nu alla
- 7. Hur skönt i livets blomma

### II. Guds makt och kärlek
- 8. Guds kärlek är det största
- 9. Gud är god och gott
- 12. Gud är när oss
- 14. Ej finns ett blad

### III. Kristus: Hans födelse, död, uppståndelse
- 15. Hosianna, Davids son
- 19. Ett barn i dag är oss givet
- 23. Herren av himlen är kommen till jorden
- 25. Hör, o min själ, hur änglasången
- 27. Hell Jesus utav Betlehem
- 29. Du vägen är
- 33. Herden för fåren offrade sig
- 34. Förlossningen är vunnen
- 35. Jag har hört om hur frälsaren led
- 39. Ack, saliga stund utan like

### IV. Den helige Ande
- 42. Helga Ande, låt ditt ljus

### V. Frälsningen
- 43. Gå nu i livets morgon
- 45. I jublande vårdag
- 46. Förgät ej Gud i dina ungdomsdagar
- 48. I blomman av din ungdoms tid
- 50. De fly så snart, de ljusa morgonstunder
- 53. Hör den gode herdens röst
- 54. Fast i Herrens sanning
- 59. Har du intet rum för Jesus
- 63. Hör vad under Gud har gjort
- 66. En blick på den korsfäste
- 67. Den store läkaren är här
- 76. Det sanna vinträd Jesus är
- 77. Här en källa rinner
- 79. Jag blyges ej vid Jesus
- 81. Frukta icke, svaga skara
- 96. Fader och moder du städse må vörda

### VI. Söndagsskolan och Herrens dag
- 101. Fort skynden alla
- 110. Högtidsstund för alla kär

### VII. Guds ord
- 114. Helga bibel, Herrens ord
- 119. Har du aldrig det förfarit
- 121. Guds ord kan aldrig dö

### VIII. Bönesånger
- 122. Jag lyfter mina händer
- 126. Glöm aldrig bönens timmar
- 128. Gå i tidig morgontimma
- 129. Helige fader, kom och var oss nära
- 130. Fader, vi bedja dig, Värdes
- 132. Herre, se från det höga
- 137. Fader, evigt stor
- 141. Gud, i mina unga dagar
- 146. Gud, jag hör om rika strömmar
- 147. Gå ej mig förbi
- 148. Giv mig den frid som du, o Jesus, giver
- 150. Dyre Jesus, led du mig
- 151. Herre Jesus, tag mitt hjärta
- 152. Gjut din kärlek underbara
- 153. Gode Jesus, låt mig vara
- 154. Gud signe de kära barn
- 158. Ack, Herre Jesus, hör min röst v. 13—15 av Av himlens höjd oss kommet är.
- 163. Giv oss, o Gud, din Ande god

### IX. Lovsånger
- 164. Ett litet fattigt barn jag är
- 164. Hela världen fröjdes Herran
- 166. Du ömma fadershjärta
- 167. Herre, se en liten skara
- 169. Hör, gode Gud och fader kär
- 170. Du alla världars Gud
- 174. Det är ljuvt att tro på Jesus
- 177. Barnen i Jerusalem
- 181. Hör musiken klingar
- 183. Gladligt sjung, gladligt sjung
- 190. För allt skönt, som jorden bär

### X. Missionssånger
- 202. Bland barnen finnas många små
- 203. Gör det lilla du kan
- 208. Av Gud ett land vi hava fått
- 209. I vårt fosterland

### XI. Sånger vid särskilda tillfällen: Natursånger, årstiderna, morgon- och aftonsånger, fosterlands- och nykterhetssånger
- 210. Den himmelska sången
- 213. Du lilja i dalen
- 214. Ack säg mig, lilla fågel
- 215. I korpungar små
- 216. Den gröna jord är ung på nytt
- 219. Hur härligt vittna land och sjö
- 225. Bred dina vida vingar
- 229. Gud skydde Sveriges gossar

### XII. Hemlandssånger
- Du gamla, du fria
- 236. Då han kommer
- 237. Ack, ett land mera skönt
- 238. Få vi alla en gång mötas
- 239. Få vi mötas vid den floden
- 241. Det blir något i himlen
- 243. Det finns ett hem, där evig sång skall klinga

### XIII. Avslutningssånger
- 247. Bergen må vika och högarna falla
- 250. Herre signe du och råde
- 252. Ja, amen, se, du hörer bön
- 253. Amen, lov, ära, nu sjunga med fröjd
- 255. Amen ja, det skall så hända
- 255. Ack, skola vi som samlats här
- Han är född den underbare

### Fotnoter
1. ↑   Lilla Psalmisten: sånger för söndagsskolan och hemmet. Stockholm: Tryckningskommitténs förl. 1910. Libris 2213005